# Bolesław (Powiat Dąbrowski)
Bolesław ist ein Dorf im Powiat Dąbrowski der Woiwodschaft Kleinpolen in Polen. Es ist Sitz der gleichnamigen Landgemeinde mit 2586 Einwohnern (Stand 31. Dezember 2020).

## Geographie
Die Weichsel, gleichzeitig die Grenze zur Woiwodschaft Heiligkreuz verläuft einen Kilometer nördlich des Dorfs. Ortsteile des Dorfs sind Południowa Ulica, Wały, Zamoście und Zapole.

## Gemeinde
Zur Landgemeinde (gmina wiejska) Bolesław gehören das Dorf selbst und acht weitere Dörfer mit Schulzenämtern.